# Ab Fafié
Ab Fafié (Rotterdam, 4 maart 1941 – aldaar, 28 november 2012) was een Nederlands profvoetballer en voetbaltrainer.

## Carrière

### Als speler
Fafié speelde in de jeugdopleiding van wat toen nog Feijenoord heette en maakte zijn debuut op 13 december 1959 in de thuiswedstrijd tegen Sportclub Enschede (4-1). Hij zou dat seizoen nog driemaal zijn opwachting maken in de hoofdmacht, maar in de daaropvolgende drie seizoenen speelde de verdediger geen enkele wedstrijd meer voor het eerste elftal. In 1963 zocht hij zijn heil bij een andere Rotterdamse club, Xerxes. Bij zijn komst speelde de club in de 2e divisie B, maar door twee promoties in drie seizoenen speelde Fafié vanaf het seizoen 1966-1967 weer op het hoogste niveau. Bij Xerxes groeide hij uit tot een vaste waarde en maakte er zijn enige doelpunt op het hoogste niveau: op 15 april 1968, in de met 4-2 verloren uitwedstrijd tegen NAC Breda.
In 1968 verliet de Rotterdammer Xerxes voor PSV. Daar speelde hij echter weinig wedstrijden in de hoofdmacht en aan het eind van het seizoen 1969-1970 zette hij een punt achter zijn carrière als speler.

### Als trainer
In januari 1981 keerde Fafié terug in De Kuip, ditmaal als assistent-trainer. Begin 1983 tot en met half 1983 nam hij voor een half jaar de honneurs waar na het vertrek van Hans Kraay sr. en op 1 november 1984 volgde hij Thijs Libregts op als hoofdtrainer. De club had het seizoen daarvoor, 1983/84, met onder andere Johan Cruijff en Ruud Gullit in de gelederen, zowel het landskampioenschap als de KNVB beker gewonnen, maar onder Fafié wist Feyenoord geen prijzen meer te winnen. Na de seizoenen 1984/85 en 1985/86, waarin Feyenoord 2 maal op rij als derde finishte, vertrok hij in juli 1986 naar AEK Athene.
Na KAA Gent verving hij vanaf 17 oktober 1990 de niet naar verwachting presterende Cees Loffeld bij FC Utrecht. De op dat moment 49-jarige Rotterdammer ging aan de slag voor een salaris van 25.000 gulden. Ter compensatie vroeg hij een pittige premie bij Europese kwalificatie. Voorzitter Theo Aalbers durfde dat wel aan, zei hij later: “We stonden stijf onderaan. De ploeg had geen greintje zelfvertrouwen. We waren al lang blij als Fafié ons voor degradatie kon behoeden.”
Het eerste seizoen eindigde de club maar liefst als vierde, want in de resterende 27 wedstrijden kreeg FC Utrecht nog slechts 13 doelpunten tegen en hield de club 15 keer 'de nul'. De ploeg bleef van 4 november 1990 tot en met 24 maart 1991 ongeslagen, dertien duels op rij: acht zeges, vijf gelijke spelen en dus nul nederlagen. Het geringe aantal tegentreffers (29) in 34 duels was een record.
Maar met een respectievelijke elfde, achtste en vijftiende plaats in de seizoenen daarop waren de resultaten niet optimaal. Desondanks kreeg Fafié de eretitel Koning Ab. In september 1993 nam clubicoon Leo van Veen de baan over. In de zomer van 1994 trainde Fafié korte tijd het Cypriotische AEK Larnaca. Van februari 1995 tot april 1996 was hij hoofdcoach bij Go Ahead Eagles. Hij werd opgevolgd door Bob Maaskant en kwam terecht in Indonesië, waar hij Bandung Raya en Persija Jakarta trainde. Bij eerstgenoemde club vertrok hij vanwege geldgebrek, bij de tweede vanwege politieke problemen. De voormalige verdediger heeft eerder onder meer de amateurclubs CVV (juli 1980-december 1980), Overmaas (juli 1977-juni 1980), WSE en NBSVV getraind.
In januari 1994 onderging Fafié drie bypassoperaties, nadat hij met hartklachten in het ziekenhuis opgenomen was.

## Trivia
- Tijdens zijn carrière als speler verdiende Fafié bij als huisschilder. Ook was hij kunstschilder.[6]
- Fafié was erg bijgelovig. Zo parkeerde hij zijn auto altijd op dezelfde plek voor het stadion en droeg hij altijd dezelfde jas bij een wedstrijd.

¹Alleen Eredivisiewedstrijden 1966-1968